# Пространство культуры гонгов

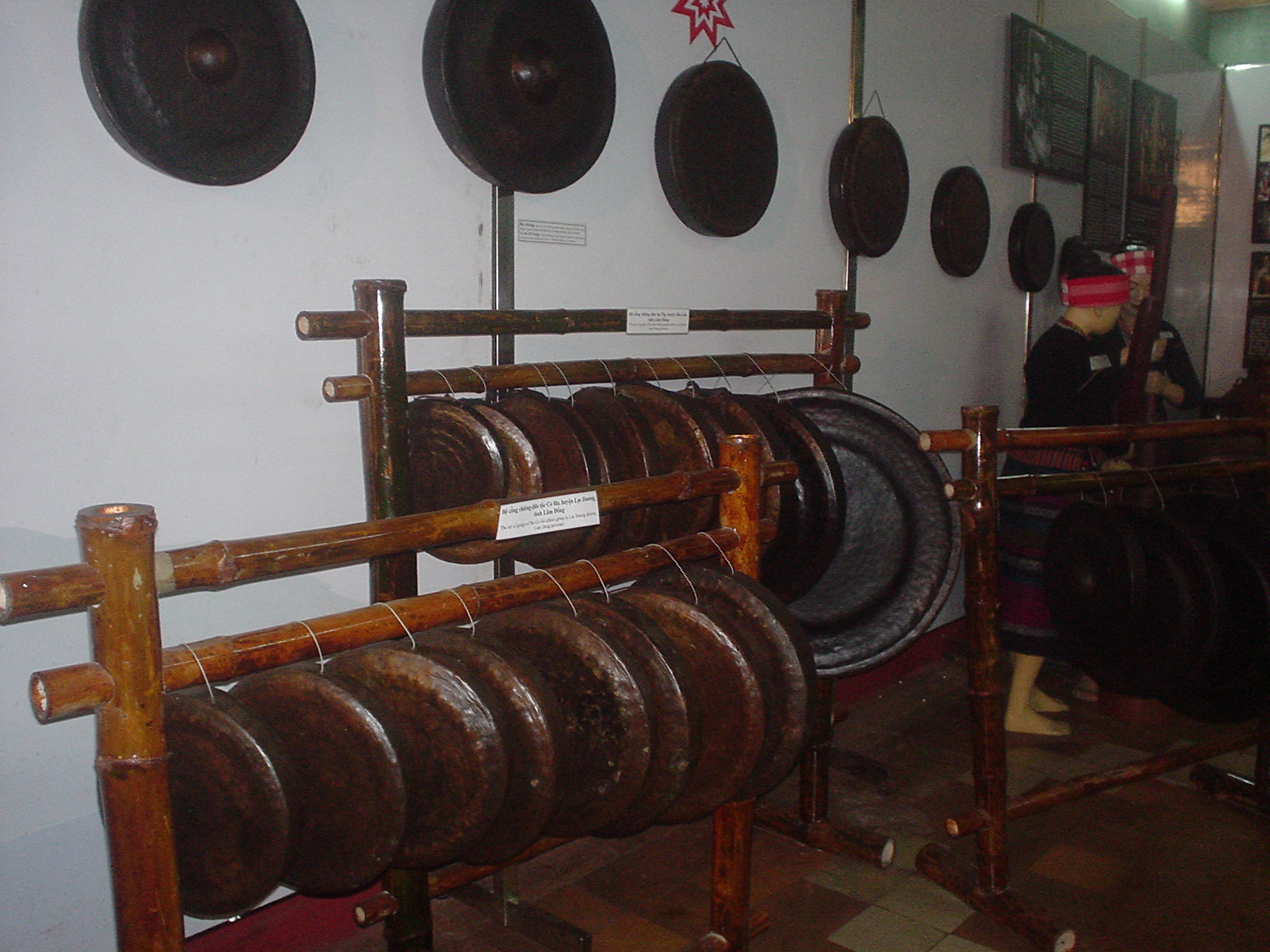
Гонги из региона Тэйнгуен.

Пространство культуры гонгов — культурное пространство гонгов, сопровождающих музыкальные и танцевальные ритуалы, присутствующие в социальной жизни семнадцати этнолингвистических австроазиатских и австронезийских общин в пяти провинциях вьетнамского плоскогорья Тэйнгуен (Даклак, Дакнонг, Зялай, Контум и Ламдонг). В провинциях Дакнонг, Зялай и Контум присутствует наибольшее количество гонгов во Вьетнаме и за его пределами — 6000 разновидностей гонгов.
Характерной особенностью пространства культуры гонгов Тэйнгуена является использование гонга в качестве посредника между людьми, богами и миром сверхъестественного. Каждый гонг символизирует божество, мощь которого увеличивается по мере старения гонга. Каждая семья имеет по крайней мере один гонг, который свидетельствует о её материальном статусе.
Гонги используются во всех ритуалах социальной жизни: во время празднования Нового года, строительства нового общего дома, церемонии прощания с солдатами и празднования военных побед, ритуального жертвоприношения быка или освящения риса. Во время ритуального жертвоприношения быка звук гонга должен вводить в транс молодых людей, которые закалывают вола, привязанного к дереву, в начале осени — эта жертва призвана ублажить духов, чтобы обеспечить хороший урожай и долгую жизнь. Гонгом сопровождаются наиболее важные события в жизни — рождение во время церемонии Тхой тай («дуновение в ухо»), свадьбу, погребальную церемонию Бо ма («выход из могилы»), символизирующую переход умершего в загробный мир. Звуки и ритмы гонга адаптированы к сути церемонии. Гонги различаются по размеру — используются инструменты диаметром от 25 до 80 см.
Поскольку каждый музыкант отвечает только за один звук, исполнение мелодии требует участия множества музыкантов. Группа играющих на гонгах может насчитывать от трёх до двенадцати музыкантов, мужчин или женщин.
В результате продолжительной войны традиционный образ жизни населения этого региона был в значительной степени разрушен, и ремесло изготовления гонгов и игры на них постепенно исчезает. В 2005 году культурное пространство гонгов Вьетнама было признано шедевром устного и нематериального наследия человечества и в 2008 году было включено в список нематериального культурного наследия ЮНЕСКО.